# Глоговац (город)
Глоговац (серб. Глоговац) или Дренаси (алб. Drenasi) — город в Косове, в регионе Дреница. Расположен на берегу реки Дреница. Административный центр общины Глоговац Приштинского округа.
В городе расположена железнодорожная станция.
Футбольный клуб «Фероникели» из города Глоговац выступает в косовской Суперлиге.